# X

X의 필기체

X, x(ex 엑스[*] [ɛks])는 24번째 로마 문자이다

## 역사
기둥을 의미하는 상형문자에서 왔다.
| R11 |

| R11 |

## 발음
- 무성 인두 마찰음(/ħ/): 소말리어
- 성문 파열음(/ʔ/): 피라항어
- 치경 방출음(/tʼ/): 오로모어
- 설측흡착음(/ǁ/): 코사어, 줄루어, 하자어
- 무성 후치경 마찰음(/ʃ/): 나와틀어, 몰타어, 바스크어, 촐어, 유카텍 마야어
- 유성 치경 파찰음(/dz/): 알바니아어
- 무성 연구개 마찰음(/x/): 쿠르드어
- 무성 구개수 마찰음(/χ/): 우즈베크어
- 무성 치경 마찰음(/s/): 베트남어
- 유성 후치경 마찰음(/ʒ/): 사르데냐어, 리구리아어
- 이 밖에도 많은 발음을 표기할 때 이 문자가 쓰인다.

## 컴퓨터 부호
| 미리 보기      | X                      | X                      | x                    | x                    |
| -------------- | ---------------------- | ---------------------- | -------------------- | -------------------- |
| 유니코드 이름  | LATIN CAPITAL LETTER X | LATIN CAPITAL LETTER X | LATIN SMALL LETTER X | LATIN SMALL LETTER X |
| 인코딩         | 10진                   | 16진                   | 10진                 | 16진                 |
| 유니코드       | 88                     | U+0058                 | 120                  | U+0078               |
| UTF-8          | 88                     | 58                     | 120                  | 78                   |
| 수치 문자 참조 | &#88;                  | &#x58;                 | &#120;               | &#x78;               |
| EBCDIC 계열    | 231                    | E7                     | 167                  | A7                   |
| ASCII          | 88                     | 58                     | 120                  | 78                   |

EBCDIC에서 대문자 X의 코드는 231이고, 소문자 x의 코드는 167이다.

## 쓰임
- x는 국제음성기호에서 무성 연구개 마찰음을 나타낸다.